# NGC 6200
NGC 6200 في الفهرس العام الجديد، هو عنقود نجمي، يقع في كوكبة المجمرة. اكتشف في 1 يوليو 1834. بواسطة جون هيرشل.

## روابط خارجية
- NGC 6200 على موقع ويكي سكاي: DSS2, SDSS, GALEX, IRAS, Hydrogen α, X-Ray, Astrophoto, Sky Map, Articles and images